# مانويل كونتريراس
خوانّ مَانْوِيلْ كُونْتْرِيرَاسْ غييرمو سيبولفِيدا (بالإسبانية: Manuel Contreras) ‏(4 مايو 1929 - 7 أغسطس 2015) هو ضابط سابق في الجيش التشيلي. والرئيس السابق لمديرية الاستخبارات الوطنية (DINA)، ورئيس الشرطة السرية التشيلية خلال حُكم الرئيس أوغستو بينوشيه. وكان الشخص الأكثر رعباً في تشيلي بعد بينوشيه. حُكم عليه بالسجن لمُدة 526 عاماً بتُهمة الإخفاء القسري والتعذيب والقتل، قضى منها 59 سنة حتى وفاته.